# Folke Bergman
Hans Folke Bergman, född 29 augusti 1902 i Klara församling, Stockholm, död 22 maj 1946 i Gustav Vasa församling, Stockholm, var en svensk arkeolog och upptäcktsresande.
Bergman tog sin studentexamen vid realläroverket, Norrmalm, (Norra Real) 1922 och gick därefter vidare till Uppsala universitet. Han blev senare bibliotekarie och amanuens vid Museet för Nordiska fornsaker (idag Gustavianum). Han deltog som grävledare 1924–1926 i utgrävningarna av Stora Torget i Visby, och i Sven Hedins svensk-kinesiska expedition till Centralasien 1929–1935.
Mellan juni 1930 och sen vår 1931 deltog han i en av flera expeditioner till området runt Etsin gol. Under expeditionen hittades över 10 000 skriftpinnar främst från Handynastin, men även från Xixia (1038-1227), vilka utgör viktiga kunskapskällor om Handynastin. I samband med denna expedition fann han i mars 1931, i närheten av Khara-Khoto i nuvarande Mongoliet, vad som antagligen är det äldsta bevarade pappret i världen.
Tillsammans med en lokal jägare, vid namn Ördek, lokaliserade Bergman 1934 en gravplats väster om Lop Nur i Kina. Gravplatsen, som han kom att kalla för Xiaohe gravfält ("liten flod", den kallades även Ördeks nekropol), hade redan besökts av gravplundrare. På platsen återfanns mumifierade mänskliga kvarlevor, varav vissa kvarlevor var mer än 4000 år gamla.
Folke Bergman är begravd på Norra begravningsplatsen utanför Stockholm.